# Hetou (köpinghuvudort i Kina, Zhejiang Sheng, lat 29,00, long 121,09)
Hetou (kinesiska: 河头, 河头镇) är en köpinghuvudort i Kina. Den ligger i provinsen Zhejiang, i den östra delen av landet, omkring 170 kilometer sydost om provinshuvudstaden Hangzhou. Antalet invånare är 24 905. Befolkningen består av 12 671 kvinnor och 12 234 män. Barn under 15 år utgör 18,0 %, vuxna 15-64 år 64 %, och äldre över 65 år 16,0 %.
Runt Hetou är det tätbefolkat, med 411 invånare per kvadratkilometer. Närmaste större samhälle är Dayang, 15,3 km söder om Hetou. I omgivningarna runt Hetou växer i huvudsak blandskog.
Genomsnittlig årsnederbörd är 2 144 millimeter. Den regnigaste månaden är augusti, med i genomsnitt 395 mm nederbörd, och den torraste är januari, med 73 mm nederbörd.